# Alexander Konstantinowitsch Tschechirkin
Alexander Konstantinowitsch Tschechirkin (russisch Александр Константинович Чехиркин; * 13. März 1986 in Konstantinowsk, UdSSR) ist ein russischer Ringer. Er wurde 2014 Europameister im griechisch-römischen Stil in der Gewichtsklasse bis 75 kg und 2018 Weltmeister in der Gewichtsklasse bis 77 kg Körpergewicht.

## Werdegang
Alexander Tschechirkin stammt aus der Region Rostow am Don, wo er noch immer lebt. Er begann als Jugendlicher 1999 mit dem Ringen und konzentrierte sich dabei auf den griechisch-römischen Stil. Seine Trainer waren bzw. sind S. Alubajew und R. A. Boltunow. Der 1,75 Meter große Athlet startete als Erwachsener bisher immer im Weltergewicht bzw. seit dem 1. Januar 2014 in der Gewichtsklasse bis 75 kg Körpergewicht. Z.Zt. ist Ringen auch sein Beruf.
Sein Debüt auf der internationalen Ringermatte gab er 2007, als er bei der Junioren-Europameisterschaft in Szombathely im Leichtgewicht hinter Wladimir Lohyda aus der Ukraine auf den 2. Platz kam.
2009 wurde Alexander Tschechirkin erstmals russischer Meister im Weltergewicht vor Ewgeni Popow, Oleg Berdinski und Anton Chomenko. Er gewann auch in den folgenden Jahren mit Ausnahme des Jahres 2012 Medaillen bei der Russischen Meisterschaft. 2010 belegte er hinter Imil Scharafetdinow und Warteres Samurgaschew den 3. Platz. Diesen Platz erreichte er auch 2011, wo er hinter Roman Wlassow und Imil Scharafetdinow einkam und 2013 wurde er hinter Iljas Magomadow, aber vor Jewgeni Salejew und Ruslan Belcharojew russischer Vizemeister.
Bei internationalen Meisterschaften kam er in den Jahren von 2008 bis 2013 aber zu keinen weiteren Einsätzen mehr. Vor allem Roman Wlassow, der Olympiasieger im Weltergewicht von 2012, lief ihm in Russland den Rang ab. Alexander Tschechirkin erreichte aber bei mehreren wichtigen internationalen Turnieren gute Platzierungen oder sogar Turniersiege. Der vielleicht wichtigste Sieg in seiner Laufbahn gelang ihm dann beim „Iwan-Poddubny“-Memorial in Tjumen, das gleichzeitig als Ausscheidung für die Europameisterschaft 2014 galt. Er konnte in diesem Turnier im Finale Olympiasieger Roman Wlassow besiegen und damit dieses Turnier gewinnen. Er wurde daraufhin im April 2014 in Vantaa/Finnland bei der Europameisterschaft in der Gewichtsklasse bis 75 kg eingesetzt. In Vantaa besiegte er Elwin Mursalijew, Aserbaidschan, Mateusz Lukasz Wolny, Polen, Laszlo Szabo, Ungarn und im Finale in einem harten und ausgeglichenen Gefecht auch Arsen Dschulfalakjan aus Armenien. Er wurde damit als immerhin schon 28-jähriger erstmals Europameister.
2015 und 2016 kam er zu keinen Einsätzen bei internationalen Meisterschaften, was in erster Linie daran lag, dass er in derselben Gewichtsklasse startet wie Roman Wlassow, der auch an den Olympischen Spielen dieses Jahres in Rio de Janeiro teilnahm. Bei der russischen Meisterschaft 2016 kam Alexander Tschechirkin in der Gewichtsklasse bis 75 kg hinter Ilijas Magomedow und Tschingis Labasanow auf den 3. Platzö.
2017 wurde er russischer Meister in der Gewichtsklasse bis 75 kg. Er vertrat daraufhin die russischen Farben bei der Weltmeisterschaft 2017 in Paris in der Gewichtsklasse bis 75 kg. Er siegte dort über Fatih Cengiz, Türkei, Oldrich Varga, Tschechien, Zhang Gang, China und Tamas Lörincz, Ungarn. Im Endkampf unterlag er gegen Viktor Nemeš aus Serbien knapp nach Punkten und belegte damit den 2. Platz. Allerdings wurde er bei der Dopingkontrolle positiv auf Kortison getestet. Er wurde deshalb disqualifiziert und für vier Monate gesperrt.
Nach Ablauf der Sperre wurde Alexander Tschechirkin 2018 in der Gewichtsklasse bis 77 kg wieder russischer Meister. Im Oktober 2018 war er in Budapest auch wieder bei der Weltmeisterschaft am Start. Er siegte in Budapest in der gleichen Gewichtsklasse über Igor Petrisnin, Israel, Kairatbek Togulbajew, Kirgisistan, Viktor Nemes, Elwin Mursaliejew, Aserbaidschan, Alex Michel Bjurrberg Kessidis, Schweden und Tamas Lörincz und wurde zum ersten Male Weltmeister.
Im Juni 2019 siegte Alexander Tschechirkin bei den Europaspielen in Minsk in der Gewichtsklasse bis 77 kg. Im Finale bezwang er dabei Karapet Chaljan aus Armenien.

## Internationale Erfolge
| Jahr | Platz | Wettbewerb                                      | Gewichtsklasse | Ergebnisse |
| 2005 | 1.    | Henri-Deglane-Challenge in Nizza                | Leicht         | vor Ambako Watschadse, Russland, Steeve Guénot, Frankreich und Marcus Thätner, Deutschland                                                                                            |
| 2007 | 3.    | Großer Preis von Ungarn in Szombathely          | Leicht         | hinter Steeve Guenot und Tamas Lörincz, Ungarn |
| 2007 | 2.    | Junioren-EM in Szombathely                      | Leicht         | hinter Wladimir Lohyda, Ukraine, vor Aleksandr Kazakevič, Litauen und Tamas Lörincz, Ungarn                                                                                           |
| 2010 | 5.    | „Iwan-Poddubny“-Memorial in Tjumen              | Welter         | hinter Ruslan Belcharojew, vor Alexei Iwanow und Imil Scharafetdinow, alle Russland                                                                                                   |
| 2011 | 5.    | „Iwan-Poddubny“-Memorial in Tjumen              | Welter         | hinter Roman Wlassow, Warteres Samurgaschew, Imil Scharafetdinow und Ildar Bataschow, alle Russland                                                                                   |
| 2011 | 1.    | Großer Preis von Spanien in Madrid              | Welter         | vor Julian Kwit, Polen, Robert Rosengren, Schweden und Saverinao Scaramuzzi, Italien                                                                                                  |
| 2011 | 1.    | FILA-Test-Turnier in London                     | Welter         | vor Dimitri Pyschkow, Ukraine, Chang Youngxiang, China und Aleksander Kazakewitsch |
| 2012 | 2.    | Azovmash-Cup in Mariupol                        | Welter         | hinter Dimitri Pyschkow, vor Robert Rosengren und Mehdi Alizadehpournia, Iran |
| 2012 | 17.   | Präsidenten-Cup von Kasachstan in Astana        | Welter         | Sieger: Konstantin Schipajew, Russland vor Doschan Kartikow, Kasachstan |
| 2013 | 2.    | „Iwan-Poddubny“-Memorial in Tjumen              | Welter         | hinter Roman Wlassow, vor Ewgeni Popow und Jewgeni Salejew, alle Russland |
| 2013 | 7.    | Welt-Cup in Teheran                             | Welter         | Sieger: Seref Tüfenk, Türkei vor Farshad Alizadeh Kalechkeschi, Iran |
| 2013 | 1.    | „Wladyslaw-Pytlasinski“-Memorial in Warschau    | Welter         | vor Robert Rosengren, Iljas Magomedow und Ruslan Isakow, beide Russland |
| 2013 | 1.    | Sportaccord Comat Games in St. Petersburg       | Welter         | vor Waleri Palenski, Weißrussland |
| 2013 | 1.    | „Oleg-Karawajew-“-Memorial in Minsk             | Welter         | vor Jewgeni Salejew, Ilja Gubataschwili, Georgien und Timur Berdijew, Weißrussland |
| 2014 | 1.    | „Iwan-Poddubny“-Memorial in Tjumen              | bis 75 kg      | vor Roman Wlassow, Adlan Akijew und Konstantin Schipajew, alle Russland |
| 2014 | 1.    | EM in Vantaa/Finnland                           | bis 75 kg      | nach Siegen über Elwin Mursalijew, Aserbaidschan, Mateusz Lukasz Wolny, Polen, Laszlo Szabo, Ungarn und Arsen Dschulfalakjan, Armenien                                                |
| 2015 | 2.    | Mannschafts-Welt-Cup in Teheran                 | bis 75 kg      | er vertrat die russischen Farben gemeinsam mit Roman Wlassow |
| 2015 | 3.    | „Wladyslaw-Pytlasinski“-Turnier in Warschau     | bis 75 kg      | hinter Roman Wlassow und Bozo Starcevic, Kroatien |
| 2016 | 7.    | „Iwan-Poddubny“-Turnier in Tjumen               | bis 75 kg      | Sieger: Tschingis Labasanow vor Roman Wlassow, Islam Magomedow und Bilan Nalgijew, alle Russland                                                                                      |
| 2017 | 2.    | „Iwan-Poddubny“-Turnier in Moskau               | bis 75 kg      | hinter Tschingis Labasanow, vor Antonio Kamenjasevic, Kroatien und Dimitri Petaikin, Russland                                                                                         |
| 2017 | 1.    | „Wladyslaw-Pytlasinski“-Turnier in Warschau     | bis 75 kg      | vor Kasbek Kilow, Weißrussland, Juri denisow, Russland und Tamás Lőrincz, Ungarn |
| 2017 | disq. | WM in Paris                                     | bis 75 kg      | nach Siegen über Fatih Cengiz, Türkei, Oldrich Varga, Tschechien, Zhang Gang, China, Tamáas Lőrincz und Viktor Nemeš, Serbien, als Zweiter wegen Dopings disqualifiziert              |
| 2018 | 3.    | „Ljubomir Ivanovic Gedza“-Intern. in Kragujevac | bis 77 kg      | hinter Viktor Nemes und Vili Ropponen, Finnland |
| 2018 | 1.    | WM in Budapest                                  | bis 77 kg      | nach Siegen über Igor Petrisnin, Israel, Kairatbek Togulbajew, Kirgisistan, Viktor Nemeš, Elwin Mursalijew, Aserbaidschan, Alex Michel Bjurrberg Kessidis, Schweden und Tamás Lőrincz |
| 2019 | 5.    | „Dan-Kolow“ & „Nikola-Petrow“-Memorial in Russe | bis 77 kg      | hinter Daniel Alexandrow Tihomirow, Bulgarien, Roman Wlassow, Daniel Cataraga, Moldawien und Tamerlin Schadukajew, Kasachstan                                                         |
| 2019 | 1.    | Europaspiele in Minsk                           | bis 77 kg      | nach Siegen über Daniel Alexandrow Tihomirow, Alex Kessidis, Yunus Basar, Türkei und Karapet Chaljan, Armenien                                                                        |

## Russische Meisterschaften
| Jahr | Platz | Gewichtsklasse | Ergebnisse                                                                        |
| 2005 | 2.    | Feder          | hinter M. Karpow, vor A. Taranda und A. Schewzow                                  |
| 2009 | 1.    | Welter         | vor Ewgeni Popow, Oleg Berdinski und Anton Chomenko                               |
| 2010 | 3.    | Welter         | hinter Imil Scharafetdinow und Warteres Samurgaschew, gemeinsam mit Alexei Iwanow |
| 2011 | 3.    | Welter         | hinter Roman Wlassow und Imil Scharafetdinow, gemeinsam mit Ilijas Magomadow      |
| 2013 | 2.    | Welter         | hinter Ilijas Magomadow, vor Jewgeni Salejew und Ruslan Belcharojew               |
| 2015 | 2.    | bis 75 kg      | hinter Tschingis Labasanow                                                        |
| 2016 | 3.    | bis 75 kg      | hinter Ilijas Magomedow und Tschingis Labasanow                                   |
| 2017 | 1.    | bis 75 kg      | vor Ilijas Magomedow, Achmed Kaiszubekow und Dimitri Petaikin                     |
| 2018 | 1.    | bis 77 kg      | vor Irakli Kalandija, Ruslan Isakow und Dimitri Dschoiew                          |

Erläuterungen
- alle Wettkämpfe im griechisch-römischen Stil
- EM = Europameisterschaft
- Leichtgewicht, Gewichtsklasse bis 66 kg, Weltergewicht, bis 74 kg Körpergewicht (bis 31. Dezember 2013); seit 1. Januar 2014 gilt eine neue Gewichtsklasseneinteilung durch den Ringer-Weltverband FILA und seit dem 1. Januar 2018 ebenfalls eine durch den Ringer-Weltverband UWW (United World Wrestling). Dabei wurde so viele Änderungen vorgenommen, dass eine namentliche Benennung der Gewichtsklassen nicht mehr sinnvoll ist